# イルフォヴ県
| 県章 イルフォヴ県の位置 |                              |
| 地域                    | ブカレスト・イルフォヴ地域   |
| 歴史的な地域            | ムンテニア                   |
| 県都                    | ブカレスト オトペニ ブフテア |
| 面積                    | 1,583km²                     |
| 人口                    | 542,704人（2021年）          |
| 人口密度                | 340人/km²                    |
| ISO 3166-2              | RO-IF                        |

イルフォヴ県 （イルフォヴけん、Judeţul Ilfov）は、ルーマニアの県。首都ブカレストを囲むかたちになっている。東はヤロミツァ県とカララシ県、西はドゥンボヴィツァ県、北はプラホヴァ県、南と東はジュルジュ県と接する。かつてはほとんどが田園地帯であったが、共産主義体制崩壊後、県内の多くの町村が高収入の郊外通勤者の町、ブカレストの郊外または衛星都市のように発展した。

## 人口統計
2021年の国勢調査によると、人口（ブカレストを含まない）は542,704人で、人口密度は340人/平方キロメートルである。ブダペスト郊外という立地のため、近年は工場の進出が著しいが、依然として人口の40%はブカレストへ通勤している。民族構成はルーマニア人431,627人、ロマ人9,186人など。
| 年     | 県人口  |
| ------ | ------- |
| 1948年 | 167,533 |
| 1956年 | 196,265 |
| 1966年 | 229,773 |
| 1977年 | 287,738 |
| 1992年 | 286,965 |
| 2002年 | 300,123 |
| 2011年 | 388,738 |
| 2021年 | 542,686 |

## 地理
面積は1,583平方キロメートルで、アルジェシュ川とヤロミツァ川の間のルーマニア平原に位置する。県を流れる主要河川はドゥンボヴィツァ川、コレンティナ川、グルユ川である。県内には数カ所の湖があり、チェルニカ湖（en:Cernica）、スナゴヴ湖、カルダルシャニ湖などがある。

## 経済
基盤となってきた産業は農業である。近年、ブカレストでの経済成長のため、多くの会社がイルフォヴ県内に事務所を開設したり、製造設備や倉庫を建てていることから、ルーマニアで最も成長著しい県となっている。
県の主要産業は以下のとおりである。
- 食品・飲料製造
- 織物産業
- 機械部品製造
- 化学工業
- 製紙業
- 家具製造
- ゴム製造
- 電機部品製造
- 輸送設備
- 電機・光学設備

オトペニ（en:Otopeni）には、ルーマニアの航空輸送の中心、アンリ・コアンダ国際空港がある。また、ブカレストを出発する全ての主要道と鉄道は、イルフォヴ県を通り抜ける事になる。

## 観光
イルフォヴ県は森で覆われた地域や湖が多いことから、ブカレスト市民の週末の休暇地や観光地となっている。
その他には以下の観光名所がある。
- スナゴヴ修道院
- チェルニカ修道院
- モゴショアヤ宮殿（en:Mogoşoaia）
- カルダルシャニ修道院（Căldăruşani）
- モアラ・ヴラシエイのギカ邸宅
- ブフテアのシュティルベイ邸宅（Ştirbei）

## 歴史
現在のイルフォヴ県の大半は深い森であるコドリイ・ヴラシエイ（en:Codrii Vlăsiei）で覆われていたが、数カ所のダキア人の定住地があった。最も重要な定住地は、アルジェシュ川右岸にあったアルジェダヴァ（現在のポペシュティ）で、紀元前のダキアにあったブレビスタ王国（en:Burebista）の首都であった。
深い森は移動時代に避難のため用いられた。馬に乗って森を横切るのはたやすくなかったためである。事実、森はヴラチ（ルーマニア人）の森を意味する言葉から名付けられており、平野近くに住むスラヴ人が名付けたとされている。
県はイルフォヴ川にちなみ名付けられた。イルフォヴとはスラヴ語から発生しており、ilfとは人名で-ovは接尾辞である。イルフォヴの名が初めて歴史に登場するのは、1482年にワラキア公ヴラド・カルガルル（en:Vlad Călugărul）がスナゴヴ修道院へ奉納を行ったことを記す文書である。

## 行政区画
イルフォヴ県は8つの町と31の小自治体からなる。
ヴォルンタリを市に昇格させることについて真剣に議論が交わされている。ヴォルンタリは人口15,000人ほどだが、同じ人口で市に昇格した例が過去にあったためである。
1972年以前、イルフォヴ県はルーマニア有数の広域県の一つであったが、近隣の県に一部を分離した結果、ルーマニア最小の県となった（この場合、特別市であるブカレストを含まず）。1981年から1997年の間は独立した県と見なされず、首都に付随する県とされていた。

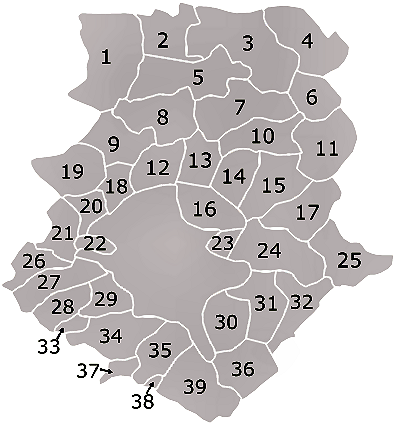
イルフォヴ県の自治体。中央の最も大きいものがブカレスト

1. ペリシュen:Periş
2. チョルパニen:Ciolpani
3. グルユen:Gruiu
4. ヌチen:Nuci
5. スナゴヴen:Snagov
6. グラディシュテアen:Grădiştea
7. モアラ・ヴラシエイen:Moara Vlăsiei
8. バロテシュティen:Baloteşti
9. コルベアンカen:Corbeanca
10. ダスカルen:Dascălu
11. ペトラキオアヤen:Petrăchioaia
12. オトペニen:Otopeni (町)
13. トゥナリen:Tunari
14. シュテファネシュティイ・デ・ジョスen:Ştefăneştii de Jos
15. アフマツィen:Afumaţi
16. ヴォルンタリ (町)
17. ガネアサen:Găneasa
18. モゴショアヤen:Mogoşoaia
19. ブフテアen:Buftea (町)
20. キティラen:Chitila (町)
21. ドラゴミレシュティ・ヴァレen:Dragomireşti Vale
22. キアジュナen:Chiajna
23. ドヴロイエシュティen:Dobroieşti
24. パンテリモンen:Pantelimon (町)
25. ブラネシュティBrăneşti
26. チョログルラen:Ciorogârla
27. ドムネシュティen:Domneşti
28. クリンチェニen:Clinceni
29. ブラガディルen:Bragadiru (町)
30. ポペシュティ＝レオルデニen:Popeşti-Leordeni (町)
31. グリナGlina
32. チェルニカen:Cernica
33. コルネトゥen:Cornetu
34. マグレレen:Măgurele (町)
35. ジラヴァen:Jilava
36. ベルチェニen:Berceni
37. ダラシュティen:Dărăşti
38. ウントゥイ・デチェンブリエen:1 Decembrie
39. ヴィドラVidra

イルフォヴ県には県都がない。県の機関のほとんどがブカレストにあり、一部がオトペニやブフテアにある。県都をオトペニかブフテアにおくかで争われた。オトペニはルーマニア国内でも高い歳入を得ており、国内最大の空港があり、ブフテアは人口と面積がオトペニより上回る。この競争は、過去10年間でイルフォヴ県が田舎になり相対的に貧しくなってから近年公正になり、ブカレストが行政上の中心とみられるようになった。現在、独特の、ブカレストとは切り離された政治的独自性がイルフォヴ県に与えられている。
しかし、2005年、ブカレストとその郊外40キロ圏内にある90の自治体との統合案が浮上した。イルフォヴ県とその他の県がブカレストの都市圏に組み込まれるというものである。